# Stadio municipale di Butarque
Lo stadio municipale di Butarque (in spagnolo Estadio Municipal de Butarque) è uno stadio di Leganés, città della Spagna.

## Storia
Inaugurato il 14 febbraio 1998, ospita da quella data le partite casalinghe del Club Deportivo Leganés. L'impianto ha una capienza di 12.454 posti ed è utilizzato anche per concerti ed altri eventi cittadini.
Lo stadio deve il suo nome al patrono della città di Leganés (Nuestra Señora de Butarque), cui è dedicato.